# NK Ekonomik Donja Vlahinička
NK Ekonomik je nogometni klub iz Donje Vlahiničke. U sezoni 2023./24. se natječe u 2. ŽNL Sisačko-moslavačka NS Kutina.